# Real Madrid Club de Fútbol 2009-2010
Questa voce raccoglie le informazioni riguardanti il Real Madrid Club de Fútbol nelle competizioni ufficiali della stagione 2009-2010.

## Stagione

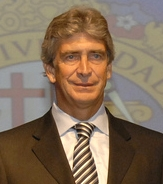
L'allenatore Manuel Pellegrini, in carica dal 1º giugno 2009 al 26 maggio 2010: con 96 punti, primato mai raggiunto da nessuna squadra nella storia della Liga, la squadra madrilena arriva seconda in campionato.

L'estate 2009 segna il ritorno alla presidenza di Florentino Pérez, autore di una sontuosa campagna acquisti: per una cifra complessiva di 230 milioni di euro vengono acquistati Kaká (dal Milan, con cui fu campione d'Europa e del mondo nel 2007), Cristiano Ronaldo (prelevato dal Manchester United, anch'egli campione europeo e mondiale nel 2008), Xabi Alonso, Karim Benzema, e Raul Albiol. La panchina è affidata al cileno Manuel Pellegrini.
Il Real Madrid andrà tuttavia incontro a una stagione fallimentare piazzandosi secondo nella Liga, nonostante il miglior attacco (centodue reti segnate) e i 96 punti conquistati (in passato, nemmeno le squadre campioni nazionali avevano raggiunto tale punteggio), a tre lunghezze dal Barcellona con cui perde entrambi gli scontri diretti. In Copa del Rey l'eliminazione arriva in seguito a un'incredibile sconfitta con l'Alcorcón, club di terza divisione, che il 27 ottobre 2009 batte per 4-0 i Blancos in casa rendendo vano il successo di misura al ritorno.
In Europa, per il sesto anno di fila, le "merengues" non superano gli ottavi di finale: in quest'edizione, è il Lione a estromettere gli spagnoli imponendosi in Francia per poi pareggiare al Bernabéu. I deludenti risultati conseguiti comportano, a fine maggio, l'esonero di Pellegrini cui subentra José Mourinho il quale si è laureato campione d'Europa alla guida dell'Inter proprio nella capitale iberica.

## Maglie e sponsor
Lo sponsor tecnico per la stagione 2009-2010 è Adidas, mentre lo sponsor ufficiale è Bwin.
| Casa | Trasferta | Terza divisa |

## Rosa
| N. |                       | Ruolo | Calciatore        |
| -- | --------------------- | ----- | ----------------- |
| 1  | Spagna (bandiera)     | P     | Iker Casillas     |
| 2  | Spagna (bandiera)     | D     | Álvaro Arbeloa    |
| 3  | Portogallo (bandiera) | D     | Pepe              |
| 4  | Spagna (bandiera)     | D     | Sergio Ramos      |
| 5  | Argentina (bandiera)  | C     | Fernando Gago     |
| 6  | Mali (bandiera)       | C     | Mahamadou Diarra  |
| 7  | Spagna (bandiera)     | A     | Raúl (capitano)   |
| 8  | Brasile (bandiera)    | A     | Kaká              |
| 9  | Portogallo (bandiera) | A     | Cristiano Ronaldo |
| 10 | Francia (bandiera)    | C     | Lassana Diarra    |
| 11 | Francia (bandiera)    | A     | Karim Benzema     |
| 12 | Brasile (bandiera)    | D     | Marcelo           |

| N. |                        | Ruolo | Calciatore           |
| -- | ---------------------- | ----- | -------------------- |
| 13 | Polonia (bandiera)     | P     | Jerzy Dudek          |
| 14 | Spagna (bandiera)      | C     | Guti                 |
| 15 | Paesi Bassi (bandiera) | D     | Royston Drenthe      |
| 17 | Paesi Bassi (bandiera) | A     | Ruud van Nistelrooy  |
| 18 | Spagna (bandiera)      | D     | Raúl Albiol          |
| 19 | Argentina (bandiera)   | D     | Ezequiel Garay       |
| 20 | Argentina (bandiera)   | A     | Gonzalo Higuaín      |
| 22 | Spagna (bandiera)      | C     | Xabi Alonso          |
| 23 | Paesi Bassi (bandiera) | C     | Rafael van der Vaart |
| 24 | Spagna (bandiera)      | C     | Esteban Granero      |
| 26 | Spagna (bandiera)      | P     | Antonio Adán         |

### Staff tecnico
- Allenatore:  Manuel Pellegrini
- Assistente allenatore:  Rubén Cousillas
- Preparatore atletico:  José Cabello
- Allenatore portieri:  Xabier Mancisidorg

## Calciomercato

### Sessione estiva(dall'1/7 al 31/8)
| Acquisti | Acquisti          | Acquisti         | Acquisti                    |
| R.       | Nome              | da               | Modalità                    |
| -------- | ----------------- | ---------------- | --------------------------- |
| D        | Ezequiel Garay    | Racing Santander | fine prestito               |
| D        | Álvaro Arbeloa    | Liverpool        | definitivo (4 milioni €)    |
| D        | Raúl Albiol       | Valencia         | definitivo (15 milioni €)   |
| C        | Kaká              | Milan            | definitivo (65 milioni €)   |
| C        | Cristiano Ronaldo | Manchester Utd   | definitivo (94 milioni €)   |
| C        | Esteban Granero   | Getafe           | definitivo (4 milioni €)    |
| C        | Xabi Alonso       | Liverpool        | definitivo (35,4 milioni €) |
| A        | Álvaro Negredo    | Almería          | definitivo (5 milioni €)    |
| A        | Karim Benzema     | Olympique Lione  | definitivo (35 milioni €)   |
| A        | Joselu            | Celta Vigo       | definitivo                  |

| Cessioni | Cessioni            | Cessioni            | Cessioni                   |
| R.       | Nome                | a                   | Modalità                   |
| -------- | ------------------- | ------------------- | -------------------------- |
| P        | Jordi Codina        | Getafe              | svincolato                 |
| D        | Fabio Cannavaro     | Juventus            | svincolato                 |
| D        | Míchel Salgado      | Blackburn           | svincolato                 |
| D        | Gabriel Heinze      | Olympique Marsiglia | definitivo (1,2 milioni €) |
| D        | Miguel Torres       | Getafe              | definitivo (2 milioni €)   |
| C        | Julien Faubert      | West Ham Utd        | fine prestito              |
| C        | Javi García         | Benfica             | definitivo (7 milioni €)   |
| C        | Daniel Parejo       | Getafe              | definitivo (3 milioni €)   |
| C        | Wesley Sneijder     | Inter               | definitivo (15 milioni €)  |
| C        | Arjen Robben        | Bayern Monaco       | definitivo (24 milioni €)  |
| A        | Javier Saviola      | Benfica             | definitivo (5 milioni €)   |
| A        | Klaas-Jan Huntelaar | Milan               | definitivo (15 milioni €)  |
| A        | Álvaro Negredo      | Siviglia            | definitivo (15 milioni €)  |
| A        | Joselu              | Celta Vigo          | prestito                   |

### Sessione invernale(dal 7/1 al 2/2)
| Acquisti | Acquisti       | Acquisti         | Acquisti                 |
| R.       | Nome           | da               | Modalità                 |
| -------- | -------------- | ---------------- | ------------------------ |
| C        | Sergio Canales | Racing Santander | definitivo (5 milioni €) |

| Cessioni | Cessioni            | Cessioni         | Cessioni   |
| R.       | Nome                | a                | Modalità   |
| -------- | ------------------- | ---------------- | ---------- |
| C        | Sergio Canales      | Racing Santander | prestito   |
| A        | Rudd Van Nisterlooy | Amburgo          | svincolato |

## Risultati

### Liga

#### Girone di andata
| Arbitro: | Fernández Borbalán |

|                                              |           |                      |
| Raúl 25’ C. Ronaldo 34’ (rig.) L. Diarra 59’ | Marcatori | 30’ Riki 46’ Valerón |

| Arbitro: | Pérez Burrull |

|  |           |                                     |
|  | Marcatori | 39’ Granero 78’ Guti 89’ C. Ronaldo |

| Arbitro: | Delgado Ferreiro |

|                                                            |           |  |
| C. Ronaldo 1’, 75’ Guti 78’ Benzema 81’ van Nistelrooy 88’ | Marcatori |  |

| Arbitro: | Mejuto González |

|  |           |                               |
|  | Marcatori | 1’ C. Ronaldo 72’ (rig.) Kaká |

| Arbitro: | Muñiz Fernández |

|                           |           |  |
| Benzema 48’, 58’ Kaká 78’ | Marcatori |  |

| Arbitro: | Iturralde González |

|                         |           |          |
| J. Navas 33’ Renato 66’ | Marcatori | 49’ Pepe |

| Arbitro: | Ayza Gámez |

|                                       |           |                              |
| Raúl 14’, 18’ Marcelo 45’ Higuaín 79’ | Marcatori | 29’ Nauzet Alemán 53’ Marcos |

| Gijón 24 ottobre 2009, ore 20:00 CEST 8ª giornata | Sporting Gijón    | 0 – 0 referto | Real Madrid | El Molinón\| Arbitro: \| Teixeira Vitienes \| |
| Arbitro:                                          | Teixeira Vitienes |               |             |                                               |

| Arbitro: | Mateu Lahoz |

|                  |           |  |
| Higuaín 53’, 55’ | Marcatori |  |

| Arbitro: | Clos Gómez |

|                       |           |                                 |
| Forlán 78’ Agüero 80’ | Marcatori | 5’ Kaká 24’ Marcelo 64’ Higuaín |

| Arbitro: | Ramírez Domínguez |

|             |           |  |
| Higuaín 22’ | Marcatori |  |

| Arbitro: | Undiano Mallenco |

|                 |           |  |
| Ibrahimović 56’ | Marcatori |  |

| Arbitro: | Estrada Fernández |

|                                                         |           |                      |
| Sergio Ramos 31’ Higuaín 74’ Benzema 79’ C. Ronaldo 84’ | Marcatori | 54’ Soriano 57’ Uche |

| Arbitro: | Teixeira Vitienes |

|                       |           |                            |
| Villa 60’ Joaquín 80’ | Marcatori | 54’, 65’ Higuaín 83’ Garay |

| Arbitro: | Mejuto González |

|                                                                   |           |  |
| Higuaín 2’, 34’ van der Vaart 25’, 28’ C. Ronaldo 49’ Benzema 71’ | Marcatori |  |

| Pamplona 3 gennaio 2010, ore 21:00 CET 16ª giornata | Osasuna     | 0 – 0 referto | Real Madrid | Stadio Reyno de Navarra\| Arbitro: \| Mateu Lahoz \| |
| Arbitro:                                            | Mateu Lahoz |               |             |                                                      |

| Arbitro: | Fernández Borbalán |

|                        |           |  |
| Higuaín 8’ Granero 50’ | Marcatori |  |

| Arbitro: | González Vázquez |

|             |           |  |
| Llorente 3’ | Marcatori |  |

| Arbitro: | Pérez Lasa |

|                     |           |  |
| C. Ronaldo 35’, 39’ | Marcatori |  |

#### Girone di ritorno
| Arbitro: | Ayza Gámez |

|          |           |                              |
| Riki 86’ | Marcatori | 13’ Granero 40’, 89’ Benzema |

| Arbitro: | Pérez Burrull |

|                                      |           |  |
| Sergio Ramos 5’ Kaká 29’ Higuaín 89’ | Marcatori |  |

| Arbitro: | Turienzo Álvarez |

|  |           |                                 |
|  | Marcatori | 64’ Arbeloa 69’, 71’ C. Ronaldo |

| Arbitro: | Muñiz Fernández |

|                                                                             |           |                             |
| C. Ronaldo 18’ Kaká 19’ (rig.), 79’ Higuaín 54’, 71’ Xabi Alonso 87’ (rig.) | Marcatori | 30’ Marcos Senna 67’ Nilmar |

| Arbitro: | Ramírez Domínguez |

|           |           |                                                          |
| Ayoze 46’ | Marcatori | 29’, 41’ Higuaín 48’ Kaká 79’ (rig.) C. Ronaldo 90’ Raúl |

| Arbitro: | Iturralde González |

|                                                   |           |                                        |
| C. Ronaldo 59’ Sergio Ramos 61’ van der Vaart 89’ | Marcatori | 9’ (aut.) Xabi Alonso 52’ Dragutinović |

| Arbitro: | Mejuto González |

|                    |           |                                      |
| Arbeloa 58’ (aut.) | Marcatori | 28’ C. Ronaldo 45’, 52’, 65’ Higuaín |

| Arbitro: | Paradas Romero |

|                                               |           |            |
| van der Vaart 54’ Xabi Alonso 57’ Higuaín 68’ | Marcatori | 53’ Barral |

| Arbitro: | Estrada Fernánde |

|                           |           |                                      |
| Parejo 38’ Pedro León 80’ | Marcatori | 13’, 37’ C. Ronaldo 20’, 23’ Higuaín |

| Arbitro: | Undiano Mallenco |

|                                         |           |                      |
| Xabi Alonso 49’ Arbeloa 55’ Higuaín 62’ | Marcatori | 10’ Reyes 67’ Forlán |

| Arbitro: | Delgado Ferreiro |

|  |           |                                   |
|  | Marcatori | 23’ (rig.) C. Ronaldo 76’ Higuaín |

| Arbitro: | Mejuto González |

|  |           |                     |
|  | Marcatori | 32’ Messi 55’ Pedro |

| Arbitro: | Pérez Lasa |

|            |           |                                  |
| Crusat 12’ | Marcatori | 25’ C. Ronaldo 69’ van der Vaart |

| Arbitro: | Teixeira Vitienes |

|                             |           |  |
| G.Higuain 24’ C.Ronaldo 77’ | Marcatori |  |

| Arbitro: | Undiano Mallenco |

|             |           |                   |
| Colunga 61’ | Marcatori | 50’ Raúl 82’ Kakà |

| Arbitro: | Mateu Lahoz |

|                                 |           |                      |
| C. Ronaldo 24’, 89’ Marcelo 43’ | Marcatori | 7’ Aranda 41’ Vadócz |

| Arbitro: | Clos Gómez |

|            |           |                                      |
| Aduriz 16’ | Marcatori | 26’, 57’, 72’ C. Ronaldo 82’ Higuaín |

| Arbitro: | Muñiz Fernández |

|                                                                            |           |           |
| C. Ronaldo 22’ (rig.) Higuaín 73’ Sergio Ramos 80’ Benzema 81’ Marcelo 89’ | Marcatori | 41’ Yeste |

| Arbitro: | Undiano Mallenco |

|         |           |                   |
| Duda 9’ | Marcatori | 48’ van der Vaart |

### Coppa del Re

#### Sedicesimi di finale
| Arbitro: | Benjumea Alvarez |

|                                                           |           |  |
| Borja Pérez-Peñas 16’, 52’ Arbeloa 22’ (aut.) Ernesto 40’ | Marcatori |  |

| Arbitro: | Fernández Borbalán |

|                   |           |  |
| van der Vaart 81’ | Marcatori |  |

### UEFA Champions League

#### Fase a gironi
| Arbitro: | Martin Atkinson |

|                                   |           |                                                      |
| Margairaz 64’ (rig.) Aegerter 65’ | Marcatori | 27’, 89’ C. Ronaldo 34’ Raúl 45+1’Higuaín 90+4’ Guti |

| Arbitro: | Martin Hansson |

|                                     |           |  |
| C. Ronaldo 58’, 64’ Kaká 61’ (rig.) | Marcatori |  |

| Arbitro: | Frank De Bleeckere |

|                      |           |                         |
| Raúl 19’ Drenthe 76’ | Marcatori | 62’ Pirlo 66’, 88’ Pato |

| Arbitro: | Felix Brych |

|                       |           |             |
| Ronaldinho 35’ (rig.) | Marcatori | 29’ Benzema |

| Arbitro: | Alain Hamer |

|             |           |  |
| Higuaín 21’ | Marcatori |  |

| Arbitro: | Wolfgang Stark |

|                    |           |                               |
| Lucho González 11’ | Marcatori | 5’, 80’ C. Ronaldo 60’ Albiol |

#### Ottavi di finale
| Arbitro: | Martin Atkinson |

|            |           |  |
| Makoun 49’ | Marcatori |  |

| Arbitro: | Nicola Rizzoli |

|               |           |            |
| C. Ronaldo 6’ | Marcatori | 75’ Pjanić |

## Statistiche
Statistiche aggiornate al 17 maggio 2010

### Statistiche di squadra
| Competizione     | Punti | In casa | In casa | In casa | In casa | In casa | In casa | In trasferta | In trasferta | In trasferta | In trasferta | In trasferta | In trasferta | Totale | Totale | Totale | Totale | Totale | Totale | DR  |
| Competizione     | Punti | G       | V       | N       | P       | Gf      | Gs      | G            | V            | N            | P            | Gf           | Gs           | G      | V      | N      | P      | Gf     | Gs     | DR  |
| ---------------- | ----- | ------- | ------- | ------- | ------- | ------- | ------- | ------------ | ------------ | ------------ | ------------ | ------------ | ------------ | ------ | ------ | ------ | ------ | ------ | ------ | --- |
| Liga             | 96    | 19      | 18      | 0       | 1       | 60      | 18      | 19           | 13           | 3            | 3            | 42           | 17           | 38     | 31     | 3      | 4      | 102    | 35     | +67 |
| Coppa del Re     | -     | 1       | 1       | 0       | 0       | 1       | 0       | 1            | 0            | 0            | 1            | 0            | 4            | 2      | 1      | 0      | 1      | 1      | 4      | -3  |
| Champions League | -     | 4       | 2       | 1       | 1       | 7       | 4       | 4            | 2            | 1            | 1            | 9            | 5            | 8      | 4      | 2      | 2      | 16     | 9      | +7  |
| Totale           | -     | 24      | 21      | 1       | 2       | 68      | 22      | 24           | 15           | 4            | 5            | 51           | 26           | 48     | 36     | 5      | 7      | 119    | 48     | +71 |